# Pfarrkirche Pradl

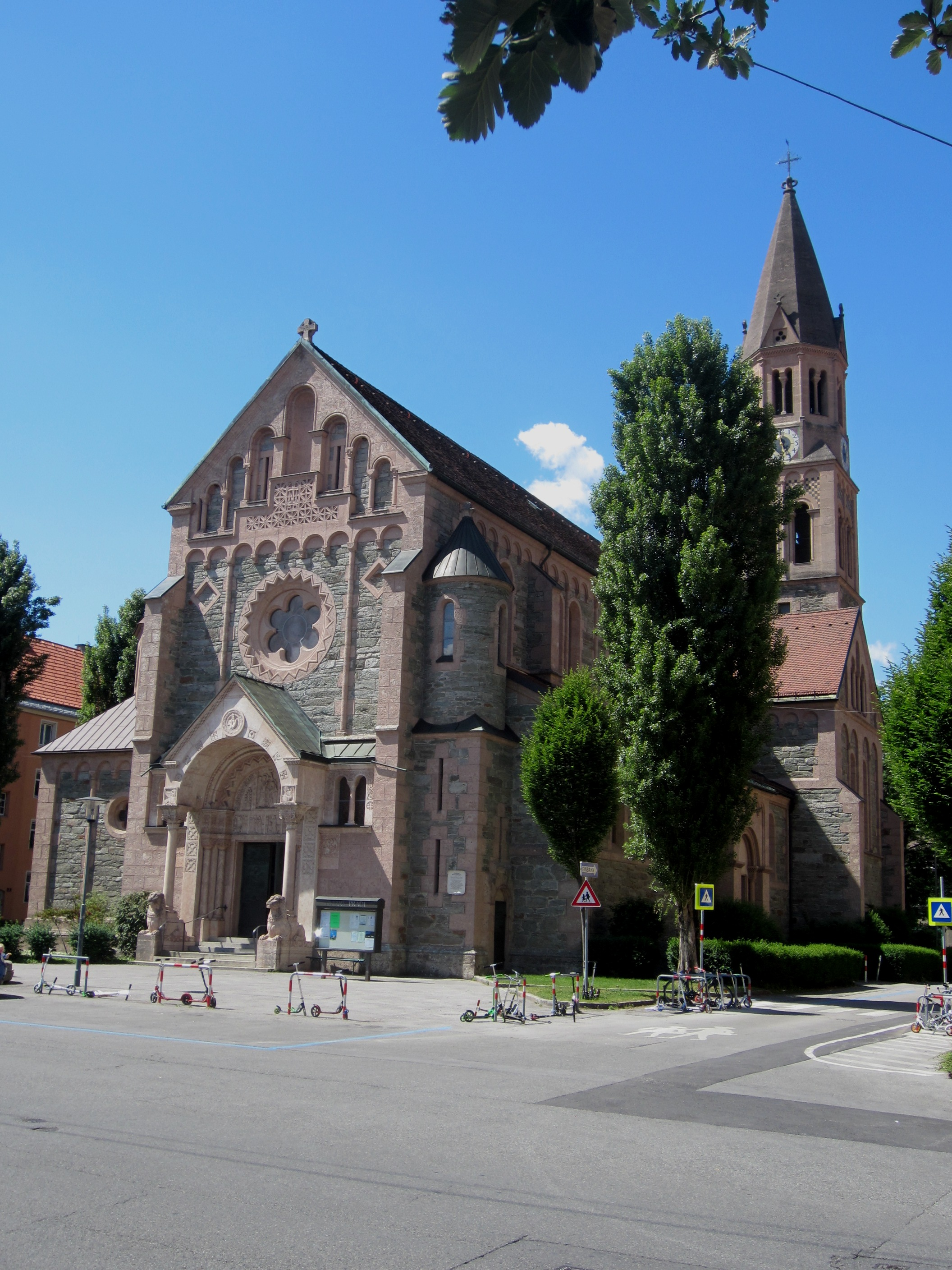
Pfarrkirche Pradl von Nordosten

Die römisch-katholische Pfarrkirche Pradl im Innsbrucker Stadtteil Pradl ist der unbefleckten Empfängnis Mariens und dem heiligen Kassian geweiht. Sie ist dem Stift Wilten inkorporiert und gehört zum Dekanat Innsbruck. Der neuromanische Bau wurde von 1905 bis 1908 nach Plänen von Josef Schmitz errichtet und steht unter Denkmalschutz.

## Geschichte
Der lange Zeit aus wenigen Bauernhöfen bestehende Weiler Pradl gehörte ursprünglich zu Amras und damit kirchlich zur Mutterpfarre Ampass. Eine erste Kirche geht auf eine Kopie des Gnadenbildes Mariahilf von Lukas Cranach im heutigen Innsbrucker Dom zurück, die sich zunächst in Privatbesitz befand. 1674 wurde sie in einer dafür errichteten kleinen hölzernen Kapelle aufgestellt und bald zum Ziel von Pilgern. Am 3. Mai 1677 legte der Wiltener Abt Dominikus Löhr den Grundstein für eine Kirche, am 8. Dezember desselben Jahres wurde das Gnadenbild in die neue Kirche übertragen und die erste Messe gelesen. Am 3. Dezember 1678 wurden die neue Kirche und die drei Altäre vom Brixner Fürstbischof Paulinus Mayr konsekriert und das Gnadenbild auf dem Hochaltar aufgestellt. Als erste Kirche Tirols wurde die Pradler Kirche der Unbefleckten Empfängnis Mariens geweiht. Der Brixner Diözesanpatron Kassian wurde als zweiter Kirchenpatron gewählt.
1703 trennte Abt Gregor von Stremer mit Zustimmung des fürstbischöflichen Ordinariates in Brixen Pradl von der Mutterpfarre Ampass ab und machte es zur selbständigen Seelsorgestation (Kuratie), die nun direkt von Wilten aus betreut wurde. Es wurden eigene Pfarrbücher geführt und ein eigener Friedhof angelegt. Die Kirche wurde 1747 umgebaut und 1848 innen und außen renoviert. 1859 wurde der Turm erneuert und erhielt neue Glocken. 1891 wurde Pradl zur eigenständigen Pfarre erhoben.
Durch die Nähe zu Innsbruck und insbesondere zum 1858 errichteten Bahnhof wuchs Pradl im 19. Jahrhundert stark an, im Jahr 1888 hatte es bereits mehr als 1000 Einwohner. Die Kirche, die nur Platz für rund 200 Gläubige bot, wurde rasch zu klein. 1887 gründeten daher der damalige Seelsorger Anton Dosser und der Gutsbesitzer Johann Wieser einen Kirchenbauverein. Zahlreiche Personen und Firmen unterstützten den Bau, die größte Einzelspende in Höhe von 50.000 Kronen kam von der Gutsbesitzerin Anna Haidacher, die zudem die Kreuzwegstationen und ein Glasmalereifenster stiftete.

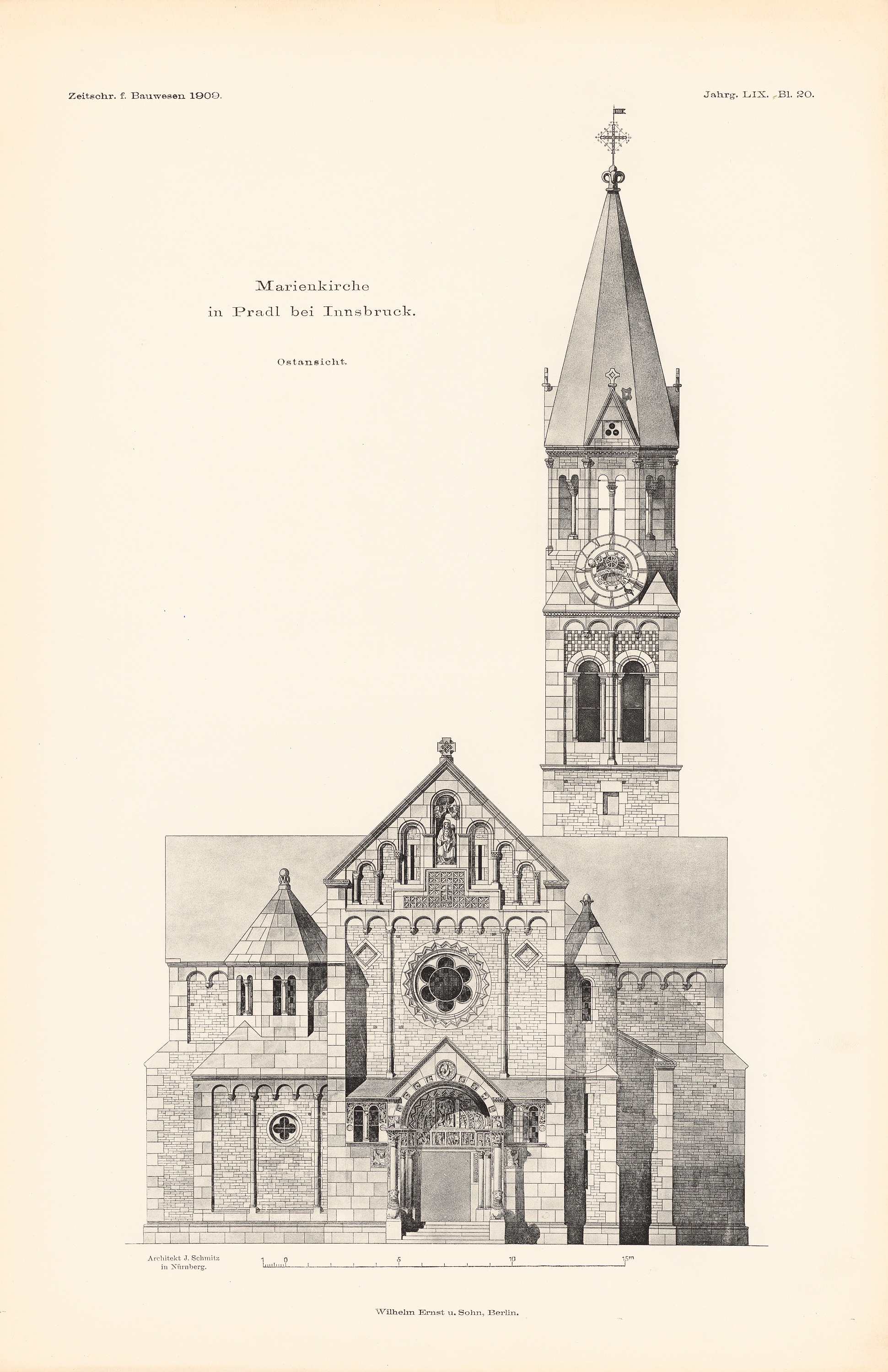
Ostansicht der Kirche, Entwurfszeichnung von Josef Schmitz

Den ersten Entwurf für eine neue Kirche lieferte 1893 der Diözesanarchitekt Josef von Stadl, der jedoch noch im selben Jahr verstarb. 1901 beauftragte der Kirchenbauverein den Architekten Josef Schmitz aus Nürnberg mit der Planung. Das Stift Wilten stellte den Baugrund südlich von der alten Kirche zur Verfügung. 1905 wurde der Bauvertrag mit der Firma Josef Mayr geschlossen, am 8. Mai 1905 erfolgte die Grundsteinlegung durch Abt Laurentius Müller. Bereits am 30. Oktober 1906 konnte die Firstfeier begangen werden, am 27. September 1908 wurde die Kirche durch Abt Adrian Zacher benediziert. Der hölzerne Hochaltar und die Seitenaltäre wurden aus der alten Kirche übertragen, eine neue Inneneinrichtung konnte erst nach und nach angeschafft werden. Nachdem auch die Ausstattung vorhanden war, weihte der Apostolische Administrator Paulus Rusch am 2. Juli 1939 die Kirche.
Ein baufälliger Teil der alten Kirche wurde 1913 abgebrochen, der Rest als Jugend- und Volksbildungsheim adaptiert, das bis 1933 genutzt wurde. 1941 wurde die alte Kirche samt der danebenstehenden Kapelle auf Anordnung des Stadtmagistrates wegen Verkehrsbehinderung in der Pradler Straße von französischen Kriegsgefangenen abgerissen.
Im Zweiten Weltkrieg wurde die Kirche zwischen 1943 und 1945 bei Luftangriffen schwer beschädigt. Nach Kriegsende wurden die Schäden behoben und das Kirchendach neu gedeckt, 1951 die ganze Kirche restauriert. 1954 wurden die neuen Glocken als Ersatz für die im Krieg eingeschmolzenen geweiht. Aufgrund des stetigen Bevölkerungswachstums wurde die Pfarre Pradl im 20. Jahrhundert mehrmals geteilt, es gingen die Tochterpfarren Neu-Pradl mit der Schutzengelkirche (1950), St. Paulus in der Reichenau (1961) und St. Norbert im Süden Pradls (1968) hervor.

## Beschreibung

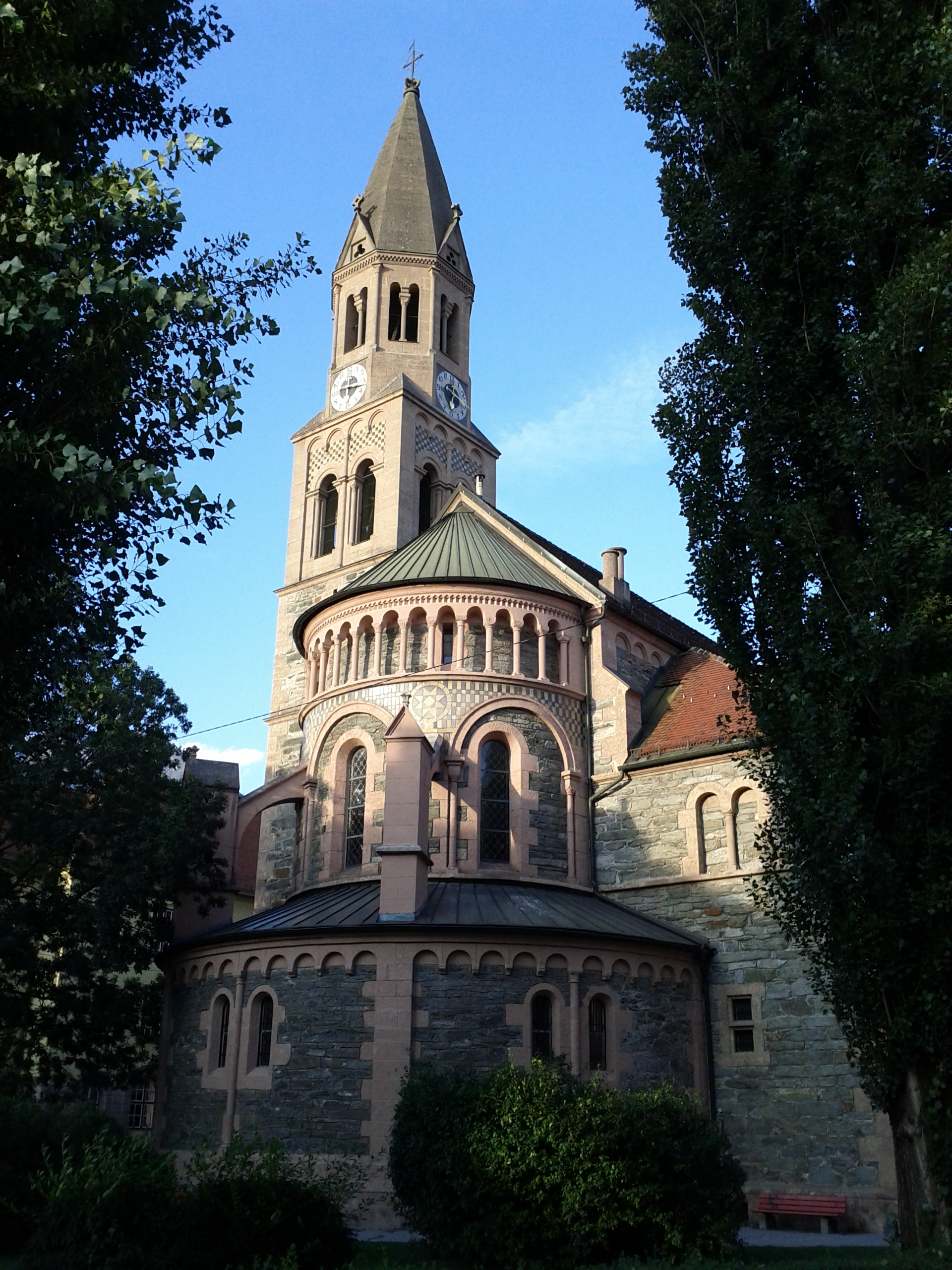
Chor

### Architektur
Die dreischiffige neuromanische Säulenbasilika mit Querhaus und Nordwestturm ist nach Westen orientiert. Sie steht frei auf dem Pradler Platz mit der Eingangsfassade zur Pradler Straße. In der Nordwestecke erhebt sich der fünfgeschoßige, durch Gesimse gegliederte Turm über quadratischem Grundriss. Das Glockengeschoß ist mit Rundbogenfenstern auf Säulen geöffnet. Die Fassaden sind reich gegliedert. Die Giebelfassade weist seitliche Strebepfeiler, eine Fensterrose und eine Zwerggalerie auf. Die Nische im Giebel war von Josef Schmitz für eine sitzende Madonna mit Kind vorgesehen, die aber nie ausgeführt wurde. Erst 2014 wurde darin eine von Walter Kuenz geschaffene moderne Marienstatue aufgestellt.

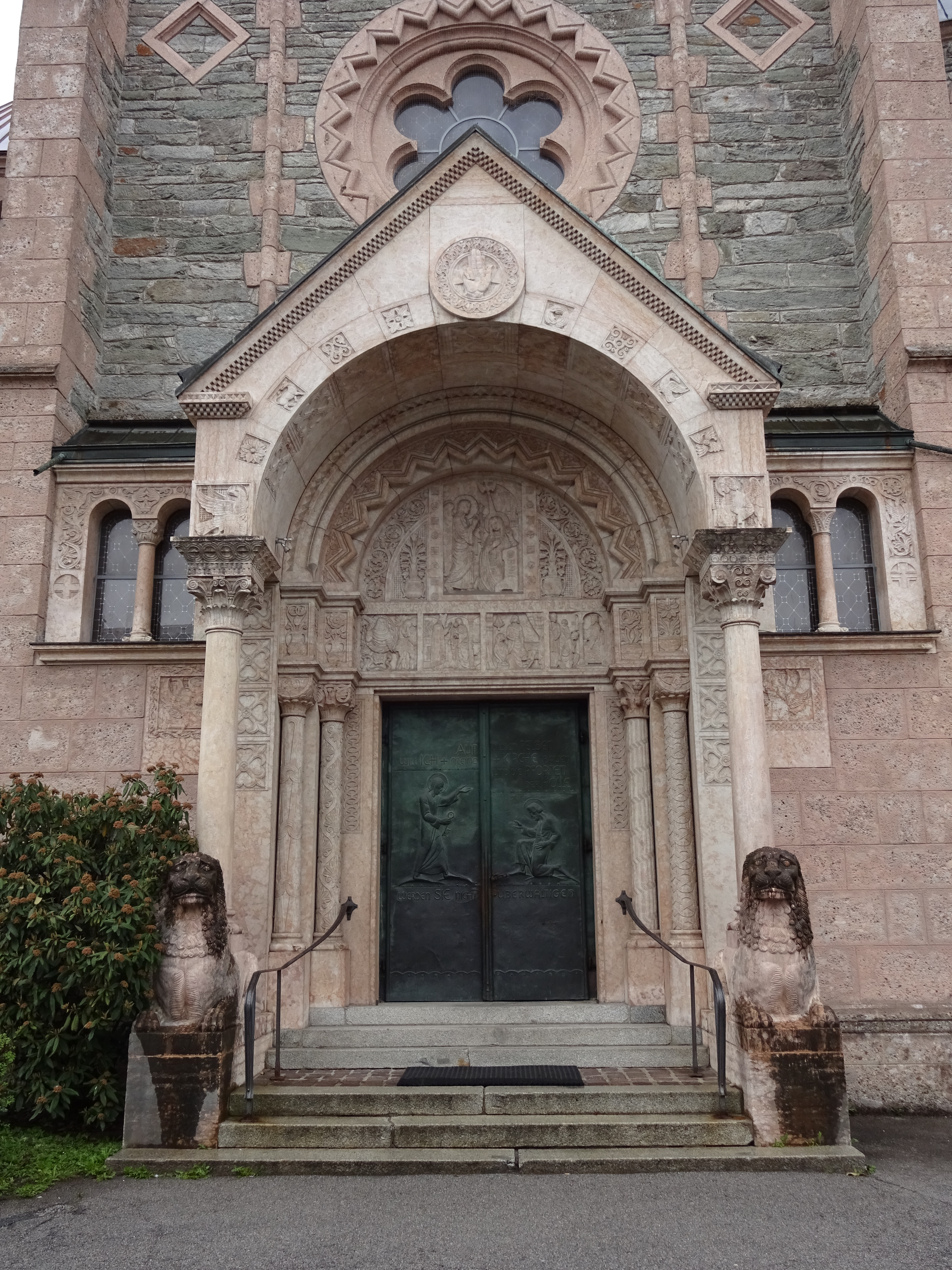
Hauptportal

Das rundbogige Portal mit einem von ornamentierten Säulen getragenen Vordach wird von zwei monumentalen Marmorlöwen flankiert. Das hochrechteckige Marmorrelief im Tympanon zeigt die Verkündigung an Maria, das viergeteilte Bildfeld darunter zeigt alttestamentliche Vorbilder: Die Vertreibung Adams und Evas aus dem Paradies, die Weihe Samuels dem Herrn, Judith sowie Esther vor Ahasveros. Die Reliefs wurden vom Münchner Bildhauer Joseph Köpf entworfen und 1907 von der Innsbrucker Steinmetzfirma Josef Seeber ausgeführt. Die Seitenportale sind deutlich schlichter gestaltet, die vermutlich vorgesehenen Reliefs mit Szenen aus dem Marienleben in den Tympana wurden nicht verwirklicht. Die getriebenen Kupferreliefs an den Türen wurden nach dem Zweiten Weltkrieg von Hans Buchgschwenter geschaffen. Die Türen des Hauptportals zeigen die Schlüsselübergabe durch Christus an Petrus (1947), die Türen am südlichen Seitenportal den hl. Josef mit einem jungen Paar in Tiroler Tracht und den Tiroler Adler (1953), die Türen des nördlichen Seitenportals Eva mit der Schlange und Maria Immaculata als neue Eva, auf der besiegten Schlange stehend (1954).
Im Inneren besteht die Kirche aus einem dreijochigen, flach gedeckten Langhaus auf Marmorsäulen mit kreuzgratgewölbten Seitenschiffen, einer ausgeschiedenen Vierung, einem flach gedeckten Querhaus und einer Rundapsis. Anstelle der geplanten Lärchenholzdecke wurde im Langhaus aus Kostengründen eine Kassettendecke aus Eisenbeton in Hennebique-Technik ausgeführt. Bei der Renovierung 1991 wurden die Kassetten in Anlehnung an romanische Kirchen blau gestrichen. Unter der Empore befindet sich eine kreuzgratgewölbte Vorhalle, südlich anschließend die Taufkapelle mit Tambour und Kuppel über wuchtigen Marmorsäulen.
Die Architektur der Pradler Kirche verbindet Elemente der deutschen und der norditalienischen Romanik. Die reich gegliederte Fassade und die Verwendung von Bruchstein zitiert rheinische Vorbilder, die zweifarbigen geometrischen Muster und das Löwenportal sind eine Anlehnung an die Lombardische Romanik.

### Innenausstattung

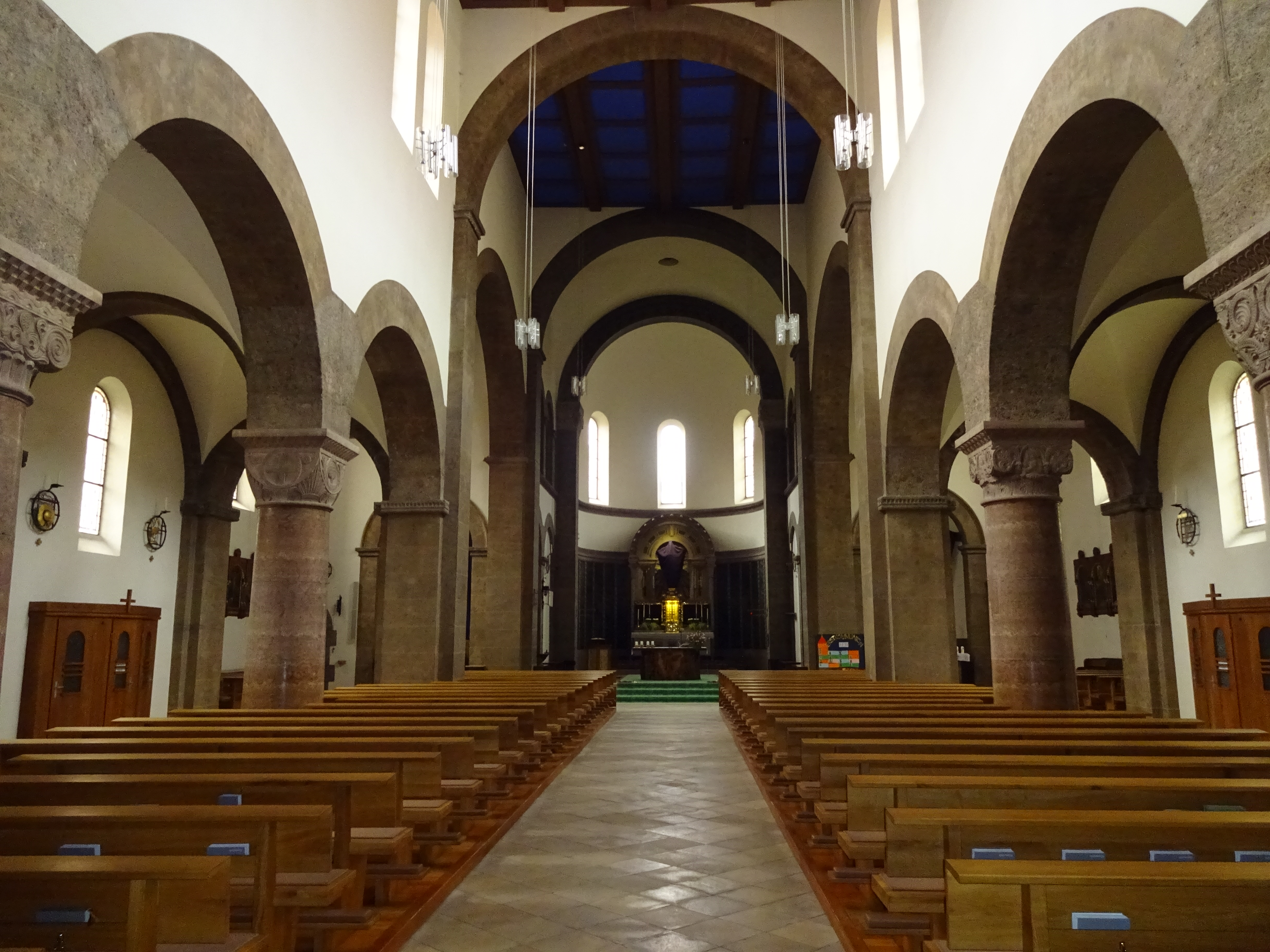
Innenansicht, Blick durch das Langhaus zum Chor

Der Hochaltar aus Marmor wurde vom Münchner Architekten Franz Bachmann entworfen und von den Innsbrucker Steinmetzen Linser und Seeber 1931/32 ausgeführt. Der Tabernakel und die Leuchter stammen vom Schwazer Goldschmied Jakob Rappel. In einem Oval befand sich ursprünglich ein Kalksteinrelief der Madonna mit Kind von Virgil Rainer von 1931. Dieses wurde 1955 durch die bis dahin in der Taufkapelle befindliche Kopie des Gnadenbildes Mariahilf ersetzt.
Der linke Seitenaltar war ursprünglich als Don-Bosco-Altar geplant, wofür Franz Xaver Fuchs 1933 einen nicht verwirklichten Entwurf für ein Wandbild lieferte. Stattdessen schuf 1938 Carl Rieder das Fresko Hl. Josef mit Jesuskind und Heiligen, das links und rechts des hl. Josef oben die hll. Norbert und Johannes Bosco und unten die hll. Anna mit Maria und Elisabeth zeigt.
Der rechte Seitenaltar wurde 1939 von Hans Buchgschwenter als Christkönigaltar gestaltet. Er zeigt eine überlebensgroße Holzfigur des auferstandenen Christus vor dem Kreuz mit zwei Engeln, von denen der linke ihm eine Krone darbietet und der rechte in einem Kelch das aus der Seitenwunde strömende Blut auffängt.
Auch ein Großteil der übrigen Ausstattung ist ein Werk Hans Buchgschwenters, darunter die schmiedeeisernen Apostelkreuze von 1938, die seit 1977 als Volksaltar verwendete Kanzel mit den Reliefs Brotvermehrung und Verheißung der Eucharistie von 1939, die heute deponierte Kommunionbank von 1940, die Beichtstühle von 1953 und der Ambo mit Reliefs der Evangelistensymbole von 1981. Die Kreuzwegstationen wurden 1908–1910 von Rafael Thaler nach dem Vorbild Joseph von Führichs im Nazarenerstil gemalt.
Das schmiedeeiserne Gitter, das die Vorhalle vom Kirchenraum trennt, wurde von Fritz Müller entworfen und von Josef Foit 1928 ausgeführt. Das vom Jugendstil beeinflusste Gitter zeigt Christus in der Mandorla umgeben von den vier Evangelistensymbolen.

### Taufkapelle

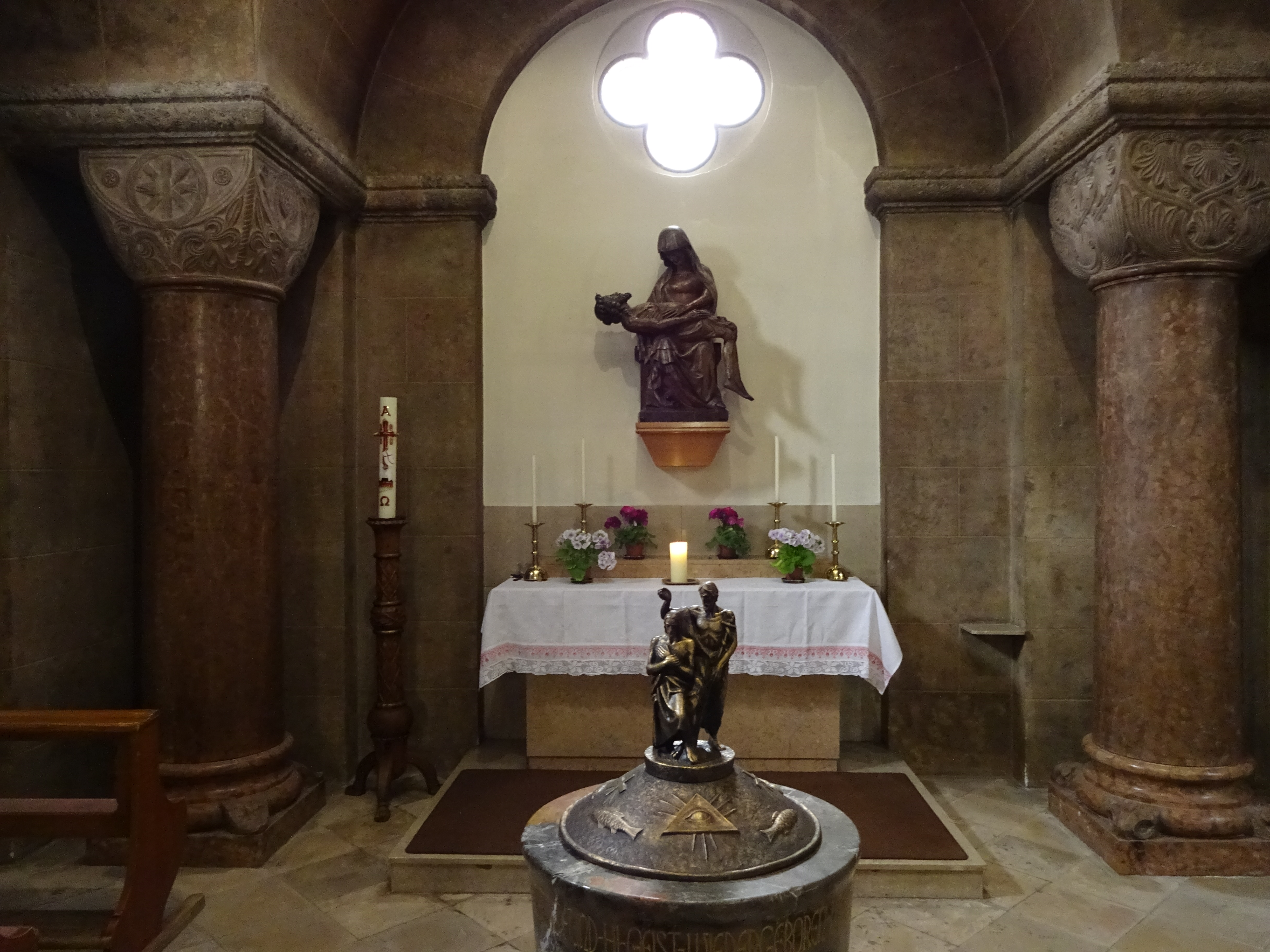
Taufkapelle

Die Taufkapelle wird von einer Kuppel überwölbt und von vier Säulen aus Trientiner Marmor begrenzt. In der Mitte steht der Taufstein. Der Stein aus Marmor und der Bronzedeckel mit einer Darstellung der Taufe Jesu wurden 1938 von Hans Buchgschwenter geschaffen. An der Südwand befindet sich eine Pietà vom Anfang des 15. Jahrhunderts. Sie stand wohl ursprünglich in einer Feldkapelle in der Reichenau, kam 1902 in den Besitz des Pradler Pfarrers Johann Vinatzer und wurde 1929 in der Kirche aufgestellt. An der Ostwand befindet sich eine 1910 errichtete Gedenktafel für die Wohltäter der neuen Kirche. Das bekrönende Relief der Immaculata ist ein Werk von Alois Winkler.

### Fenster
Die ursprünglichen Glasmalereifenster mit Darstellung der Verkündigung an Maria und Heiligendarstellungen wurden von Bernard Rice entworfen und 1910–1911 von der Tiroler Glasmalerei und Mosaik Anstalt hergestellt. Aufgrund von Beschädigungen wurden einige davon 1937 durch neue Fenster aus weißem Kathedralglas ersetzt. Im Zweiten Weltkrieg wurden alle Kirchenfenster zerstört, die heutigen rauten- und quadratförmigen Bleiverglasungen aus Antikglas wurden 1978/1979 von der Tiroler Glasmalereianstalt angefertigt.

### Orgel
Die romantisch disponierte Orgel wurde 1914 von Alois Fuetsch aus Lienz mit pneumatischen Trakturen und Kegel- bzw. Taschenladen gebaut. Der Jugendstil-Prospekt wurde von Franz Bachmann entworfen. 1944 wurde die Orgel durch Bomben stark beschädigt. 1957 wurde sie durch die Firmen Michael Weise aus Plattling und Gebrüder Mayer aus Feldkirch restauriert. Dabei wurden auch manche Register klanglich verändert und die Orgel um ein Werk erweitert, das im Rosettenfenster platziert wurde. Dieses wurde 1990 verlegt, um das verdeckte Fenster wieder freizulegen. 2010 wurde die Orgel von der Firma Rösel aus Saalfeld in Thüringen unter Beibehaltung des Gehäuses, der bemalten Pfeifen und teilweise der Windladen technisch fast komplett erneuert.
Das Instrument hat 46 Register, zuzüglich 6 Transmissionen und 3 extendierte Register, auf drei Manualwerken und Pedal.
| I Hauptwerk C–g3 |                          |     |
| 01.              | Principal                | 08‘ |
| 02.              | Bordun                   | 16‘ |
| 03.              | Gamba                    | 08‘ |
| 04.              | Salicional               | 08‘ |
| 05.              | Hohlflöte                | 08‘ |
| 06.              | Octave                   | 04‘ |
| 07.              | Flute harmonique         | 04‘ |
| 08.              | Rauschquinte II          |     |
| 09.              | Octave                   | 02‘ |
| 10.              | Cornett II-IV (= Nr. 26) |     |
| 11.              | Mixtur V-VI              | 02‘ |
| 12.              | Fagott                   | 16‘ |
| 13.              | Trompete                 | 08‘ |
| 14.              | Clairon (Ext. Nr. 13)    | 04‘ |

| II Schwellwerk C–g3 |                       |         |
| 15.                 | Lieblich Gedackt      | 16’     |
| 16.                 | Geigenprincipal       | 08’     |
| 17.                 | Flauto amabile        | 08’     |
| 18.                 | Quintatöne            | 08’     |
| 19.                 | Aeoline               | 08’     |
| 20.                 | Voxcoelestis          | 08’     |
| 21.                 | Principal             | 04’     |
| 22.                 | Rohrflöte             | 04’     |
| 23.                 | Nasard                | 02 ⁄3’  |
| 24.                 | Waldflöte             | 02’     |
| 25.                 | Gemshornterz          | 01 3⁄5‘ |
| 26.                 | Cornett II-IV (ab g°) |         |
| 27.                 | Scharf IV             |         |
| 28.                 | Schalmei              | 08’     |
| 29.                 | Clarinette            | 08’     |

| III Positiv C–g3 |                             |     |
| 30.              | Lieblich Gedackt (= Nr. 15) | 16‘ |
| 31.              | Singendgedackt              | 08’ |
| 32.              | Nachthorn                   | 04’ |
| 33.              | Italienisch Principal       | 04’ |
| 34.              | Oktävlein                   | 02’ |
| 35.              | Feldflöte                   | 02‘ |
| 36.              | Sifflöte                    | 01’ |
| 37.              | Cimbel III                  |     |
| 38.              | Sesquialtera II             |     |
| 39.              | Krummhorn                   | 08’ |
| 40.              | Voxhumana                   | 08’ |
|                  | Tremulant                   |     |

| Pedalwerk C–f1 |                        |         |
| 41.            | Principalbass          | 16’     |
| 42.            | Violonbass             | 16’     |
| 43.            | Subbass                | 16’     |
| 44.            | Pianobass (= Nr. 15)   | 16‘     |
| 45.            | Quintbass              | 10 2⁄3’ |
| 46.            | Octavbass              | 08’     |
| 47.            | Violoncello            | 08’     |
| 48.            | Gedacktbass            | 08’     |
| 49.            | Choralbass             | 04’     |
| 50.            | Feldflöte (= Nr. 35)   | 02‘     |
| 51.            | Bombarde               | 16’     |
| 52.            | Trompete (= Nr. 13)    | 08‘     |
| 53.            | Clarinette (= Nr. 29)  | 08‘     |
| 54.            | Trompete (Ext. Nr. 13) | 04‘     |
| 55.            | Zink (Ext. Nr. 13)     | 02‘     |

- Koppeln
  - Normalkoppeln: II/I, III/I, I/II, I/III, II/III, III/II, I/P, II/P, III/P
  - Suboktavkoppeln: I/I, II/II, II/I, III/I, I/P, II/P
  - Superoktavkoppeln: I/I, III/I, III/III, I/P
- Spielhilfen: Crescendo-Walze, Setzerkombination, Tutti, Grand-Jeux (Rohrwerketutti), PleinJeux (Mixturen/Prinzipalplenum), Absteller (Rohrwerk, Walze, Handregister, Koppeln aus der Walze)
- Anmerkungen:

1. ↑  Vormals im Pedal; Ergänzung des Diskant.
2. ↑  Mit Holztrichtern.

### Totengedenkkapelle

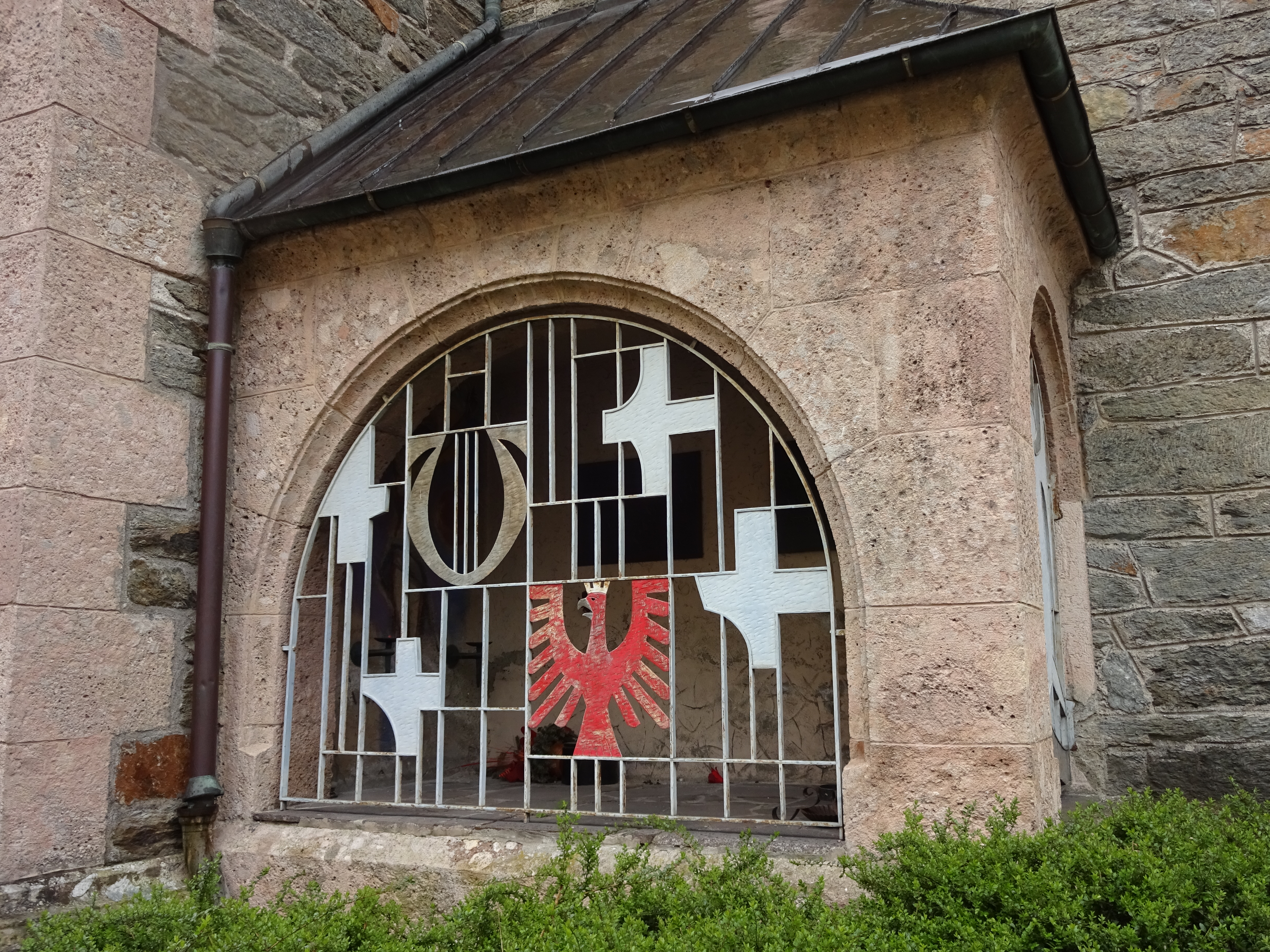
Totengedenkkapelle

Die an der Nordseite der Kirche angebaute Kapelle war ursprünglich für eine Ölberggruppe gedacht. Den leerstehenden Raum stellte Pfarrer Gebhard Pfluger 1967 der Pradler Schützenkompanie und der Pradler Stadtmusikkapelle als Gedenkraum für ihre gefallenen und verstorbenen Mitglieder zur Verfügung. 1968 wurde er von Abt Alois Stöger geweiht. Die künstlerische Gestaltung übernahm Emmerich Kerle. Die Kapelle öffnet sich nach Westen und Norden in Rundbögen, die durch schmiedeeiserne Gitter versperrt sind. Das westliche Gitter zeigt einen stark stilisierten Posaunenengel und das Spruchband DEINE GUTEN WERKE SIND IM TOD DEINE STÄRKE, das nördliche Gitter enthält vier Kreuze, eine Lyra und den roten Tiroler Adler. Im Inneren befinden sich an der Südwand drei Gedenktafeln aus Bronze, an der Ostwand ein Fresko des Gekreuzigten.

### Glocken
Die ersten, 1907 von der Glockengießerei Grassmayr gegossenen Glocken mussten 1917 im Ersten Weltkrieg für Rüstungszwecke abgegeben werden. 1923 wurden neue, von der Firma Hahn und Adler in Reutte gegossene, Glocken geweiht. Diese mussten 1942 im Zweiten Weltkrieg abgeliefert werden und wurden eingeschmolzen. 1954 wurden die heutigen fünf Glocken der Glockengießerei Grassmayr von Abt Hieronymus Triendl geweiht. Dabei handelt es sich um die Marien-Jubiläumsglocke 1854–1954 (1800 kg, cis1), die Sonntagsglocke (Erlöserglocke, 1080 kg, e1), die Glocke der Kriegsopfer (St. Michael, 720 kg, fis1), die Jugendglocke (St. Petrus Canisius, 500 kg, gis1) und die Sterbeglocke (St. Josef und St. Barbara, 500 kg, h1). Der Reliefschmuck an den Glocken wurde von Hans Buchgschwenter entworfen.